# Korndämon

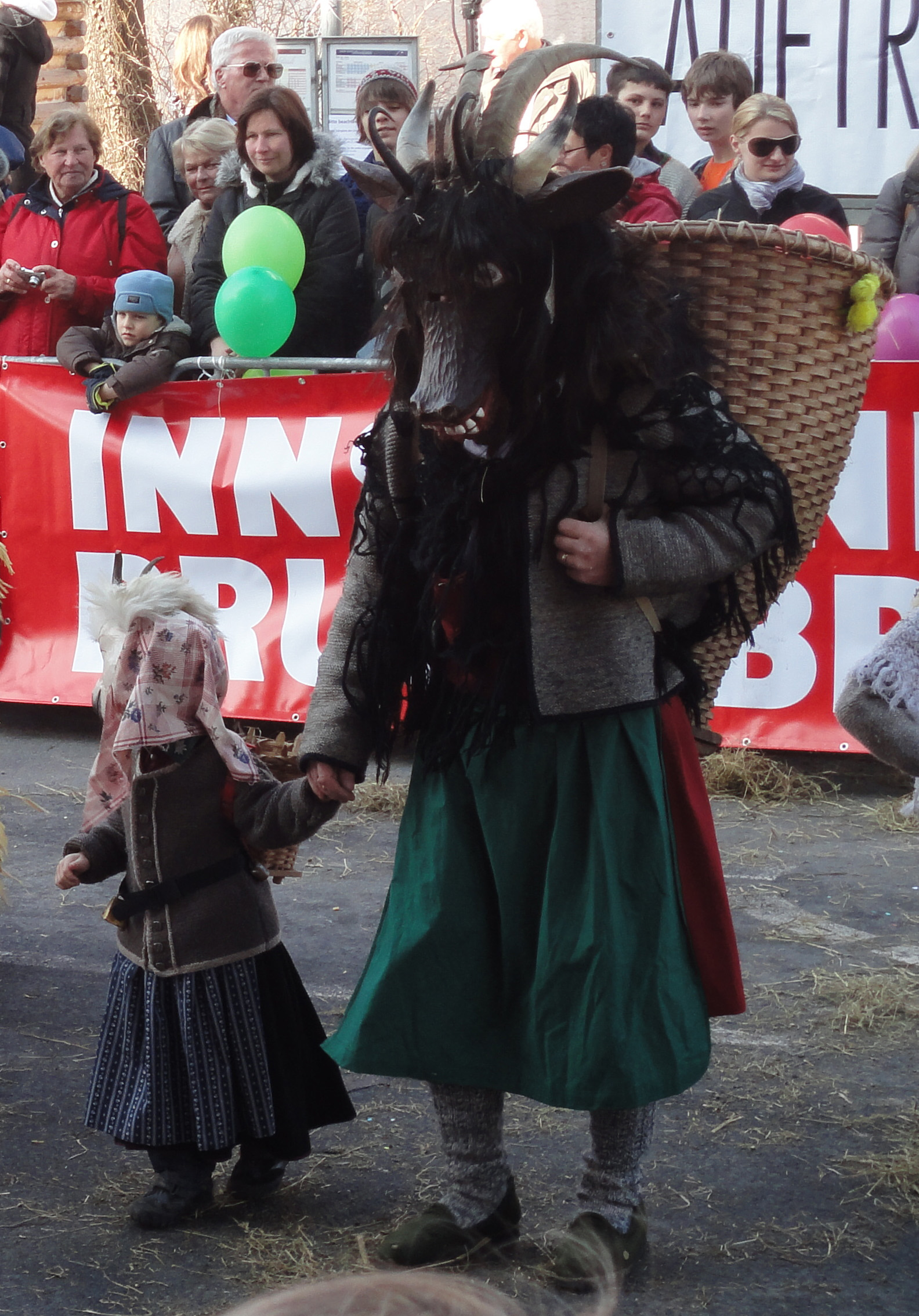
Die Habergeiß ist ein Beispiel für einen Korndämon. Im Bild eine Habergeiß bei einem Faschingsumzug.

Korndämonen ist ein von Wilhelm Mannhardt eingeführter Sammelbegriff für übernatürliche Wesen, die sich im Kornfeld oder anderen Pflanzungen wie Flachs, Bohnen, Mohn usw. aufhalten. Dabei wird hier der Begriff Dämon in einem weiten Sinn verwendet, ohne an eine Abstufung wie höhere Mythologie bzw. niedere Mythologie zu denken. Hätte sich der Begriff „Korndämon“ nicht durch die mythologischen Werke Mannhardts im Deutschen etabliert, wäre die Bezeichnung „Korngeist“ eher angebracht.

## Herkunft und Gestalt
Ihren Ursprung haben Korndämonen in früheren Vegetationsgöttern agrarisch orientierter Völker. Diese Götter wurden angebetet, damit sie die Feldfrüchte schützen und fördern. Im Lauf der Zeit verschwand jedoch die ursprüngliche Bedeutung dieser Götter und sie wurden dämonisiert. Sie dienten nun als Schreckgestalt dazu, Kinder vom Betreten und damit Zerstören der reifenden Felder abzuhalten.
Die Anwesenheit eines Korndämons wird im Wogen des Korns gesehen und findet sich auch in Redensarten wie „Die Kornmutter ist im Feld“ wieder. Neben dieser indirekten Erscheinungsform von Korndämonen gibt es auch wesentlich konkretere Vorstellungen über ihre Gestalt. Diese reichen von menschlicher bis zu tierischer Gestalt und können sowohl männlich als auch weiblich sein.
Bei der Ernte wurden bis in die Neuzeit häufig die letzten Ähren zu einer Gestalt (häufig auch die Kornmuhme etc.) zusammengebunden und verblieben auf dem Feld. Hier dürfte sich eine Erinnerung an Opfergaben für Naturgeister erhalten haben.

## Korndämonen in Europa
- Bilwis
- Getreidemann
- Butzemann
- Habergeiß
- Kornmann, Kornvater, Kornmutter, Kornjungfer, Kornkind
- Kornengel
- Langtüttin, Zitzenweib
- Mittagsfrau
- Polewik
- Roggenmuhme, Kornmuhme, Roggenmöhn (Ostpreußen)
- Roggenwolf, Kornhund, Kornkatze, Roggensau
- Sichelweib

## Weiterführende Literatur
- Wilhelm Mannhardt: Roggenwolf und Roggenhund. Beitrag zur germanischen Sittenkunde. Danzig 1865; 2. verm. Aufl. Danzig 1866,
- Wilhelm Mannhardt: Die Korndämonen. Beitrag zur germanischen Sittenkunde. Berlin 1868. Digitalisat
- W. Golther: Germanische Mythologie (1895)
- J. Grimm: Deutsche Mythologie (1835)
- A. Kuhn: Sagen, Gebräuche und Märchen aus Westfalen (1859)